# Parantica chrysea
Parantica chrysea är en fjärilsart som beskrevs av William Doherty 1891. Parantica chrysea ingår i släktet Parantica och familjen praktfjärilar. Inga underarter finns listade i Catalogue of Life.